# DAR (архиватор)
dar (англ. disk archive) — компьютерная программа, консольная утилита для резервного копирования предполагаемая как замена для tar архивов в Unix-подобных операционных системах.

## Возможности
- Поддержка многотомных архивов для записи на несколько носителей информации.
- Возможность удаления файлов из системы, которые удалены в архиве.
- Полный, дифференциальный, инкрементальный и декрементальный бэкапы.
- Сохраняет все атрибуты файловой системы (каталоги, файлы, мягкие и жёсткие ссылки, устройства, именованные каналы, сокеты и др.).
- Позволяет сжимать индивидуально каждый файл алгоритмами gzip, bzip2, LZO, xz или lzma (вместо компрессии архива целиком). Также есть возможность отключать компрессию файлов, основываясь на их имени файла (например не сжимать картинки и видео).
- Быстрая распаковка любого файла из архива.
- Быстрый просмотр списка файлов без распаковки всего архива.
- Возможность шифрования алгоритмами Blowfish, Twofish, AES, Serpent, Camellia.
- Возможность цифровой подписи архива (OpenPGP).
- Возможность бэкапа файловой системы на лету: определяет когда файл изменился и может сохранять его в архив.
- Кроссплатформенный: работает под Linux, Windows, FreeBSD, NetBSD, OpenSolaris, Mac OS X и возможно в других системах (dar should запускается по крайней мере в любых Unix системах).

## Интерфейс
Для dar существует несколько интерфейсов:
- Kdar для Linux в среде KDE,
- DarGUI для Linux и Windows,
- gdar для Linux.

Консольная утилита для просмотра/распаковки: плагин для dar файлов в mc (Midnight Commander).